# Ronald Forbes
Ronald Joseph Forbes (* 5. April 1985 in George Town) ist ein Leichtathlet von den Cayman Islands.

## Leben
Forbes spezialisiert sich auf den 110-Meter-Hürdenlauf und 60-Meter-Hürdenlauf. Er trat von 2005 bis 2008 für die Florida International University an. Forbes verfolgte anschließend eine professionelle Leichtathletikkarriere und nahm an den Olympischen Sommerspielen 2008, 2012 und 2016 teil. Forbes hat an den Leichtathletik-Weltmeisterschaften 2011 und 2015 teilgenommen. In der Halle hat sich Forbes für die Leichtathletik-Hallenweltmeisterschaften 2010 und 2012 teilgenommen. Forbes hat an den Commonwealth Games 2006, 2010, 2014 und 2018 teilgenommen. Bei den Eröffnungsfeiern der Olympischen Sommerspiele 2008 und 2016 war er der Fahnenträger für die Cayman Islands.
Im Alter von 14 Jahren begann er mit der Leichtathletik als Diskuswerfer und Kugelstoßer, weil er hoffte, dadurch die Möglichkeit zu haben, zu reisen und ein Stipendium zu erhalten. Schließlich erhielt er 2004 ein Stipendium für das Bacone College in Muskogee, Oklahoma, wo er Meister der Red River Athletic Conference im 400-Meter-Hürdenlauf wurde und nach einem Jahr an die Florida International University wechselte. Während seiner Zeit an der Florida International University wurde er zweimal All-American und belegte bei den NCAA-Hallenmeisterschaften 2008 den dritten und bei den NCAA-Außenmeisterschaften 2008 den achten Platz. Derzeit ist er der nationale Rekordhalter der Cayman Islands und der Rekordhalter der Florida International University über 55, 60 und 110 Meter Hürden. 2017 wurde ihm die Ehre zuteil, dass das Fußballstadion in seinem Heimatbezirk North Side in Ronald J Forbes Playing Field umbenannt wurde.

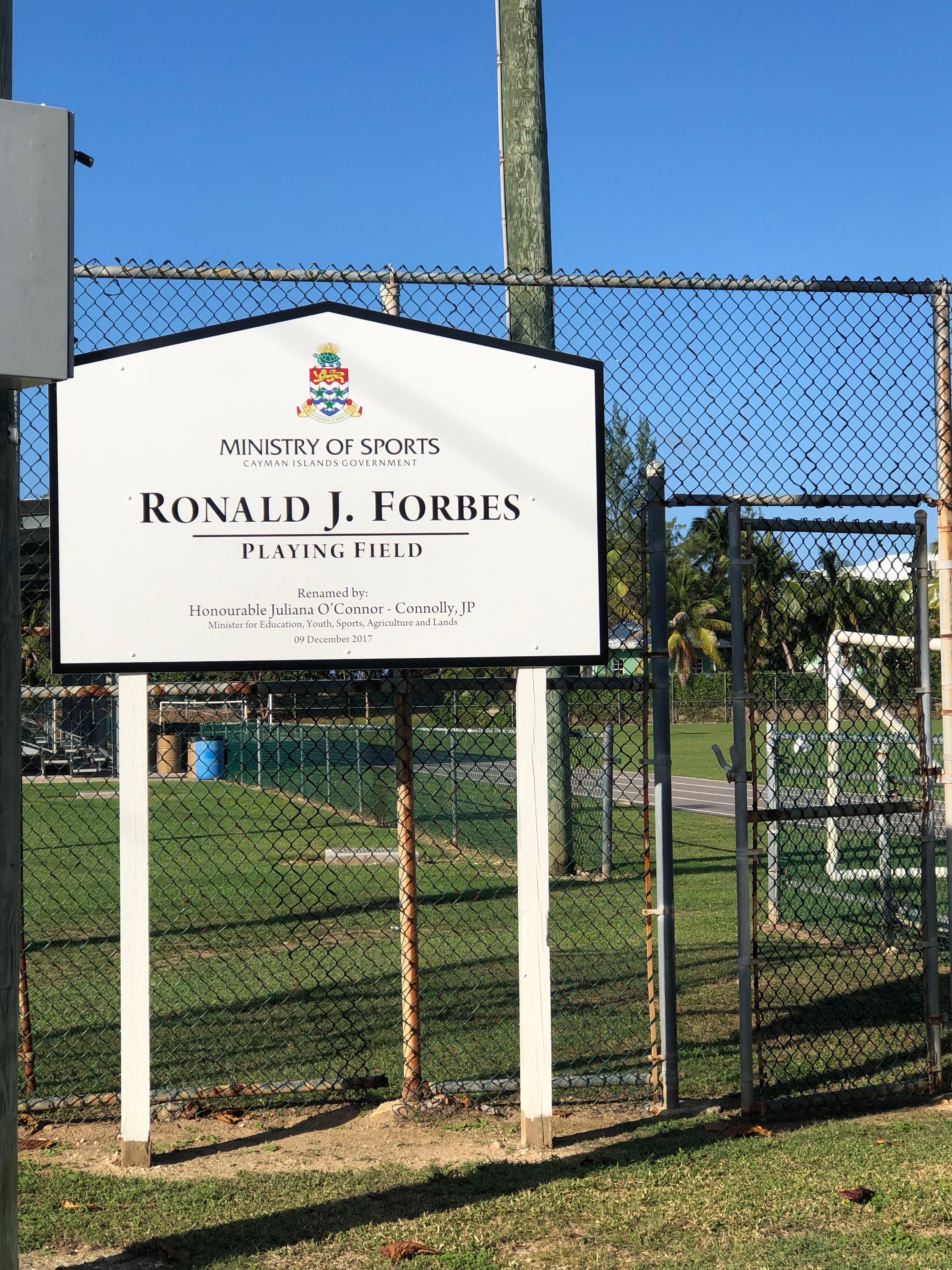
Schild vor dem nach Forbes benannten Fußballplatz